# Zeche Prinz Friedrich
Die Zeche Prinz Friedrich war ein Steinkohlen-Bergwerk im heutigen Essener Stadtteil Kupferdreh.

## Geschichte
Im Jahre 1908 erwarben die Essener Steinkohlenbergwerke AG die fördernde Zeche Altendorf Tiefbau. Dieser Kauf umfasste auch einen Teil des Grubenfeldbesitzes der stillgelegten Zeche Steingatt, die im Bereich von Kupferdreh und Byfang bis 1903 gefördert hatte. Nach deren Stilllegung war der südliche Feldesteil Prinz Friedrich von der Gewerkschaft Altendorf direkt erworben worden. Diese ließ teilweise von Pachtgesellschaften eine Förderung in kleinerem Rahmen durchführen.
1920 wurde nun in diesem Feldesteil am Gleisdreieck östlich des Baldeneysees ein neuer Förderschacht namens Schacht Prinz Friedrich abgeteuft, der 1923 in Betrieb ging. Die Förderanlage wurde mit einem deutschen Strebengerüst ausgestattet. Auf lange Frist war die Niederbringung eines zweiten Schachtes geplant. Die angespannte Absatzlage sowie die Entwicklung der Zeche ergab allerdings, dass diese Expansionsmaßnahmen wirtschaftlich nicht sinnvoll waren. 1928 wurde die Produktion stark zurückgefahren, 1930 ganz eingestellt; die Zeche diente nur noch als sog. Syndikatsschacht zur Sicherung der Beteiligungsziffer im Rheinisch-Westfälischen Kohlen-Syndikat.
Nach Fertigstellung des neuen Förderschachtes Carl Funke 2 wurde der Anschluss der Zeche Prinz Friedrich an Carl Funke beschlossen und die Förderung durch eine Verbindungsstrecke nach Carl Funke verlagert. Ab 1931 wurde der Schacht Prinz Friedrich als Seilfahrtschacht Carl Funke 3 geführt.

## Heutiger Zustand
Nach der Stilllegung der Zeche Carl Funke 1973 ist der Schacht verfüllt und die Förderanlage abgebrochen worden. Ein Teil der ehemaligen Betriebsgebäude ist erhalten geblieben. Der Rest des Geländes wird gewerblich genutzt.